# Du Jarrys von La Roche

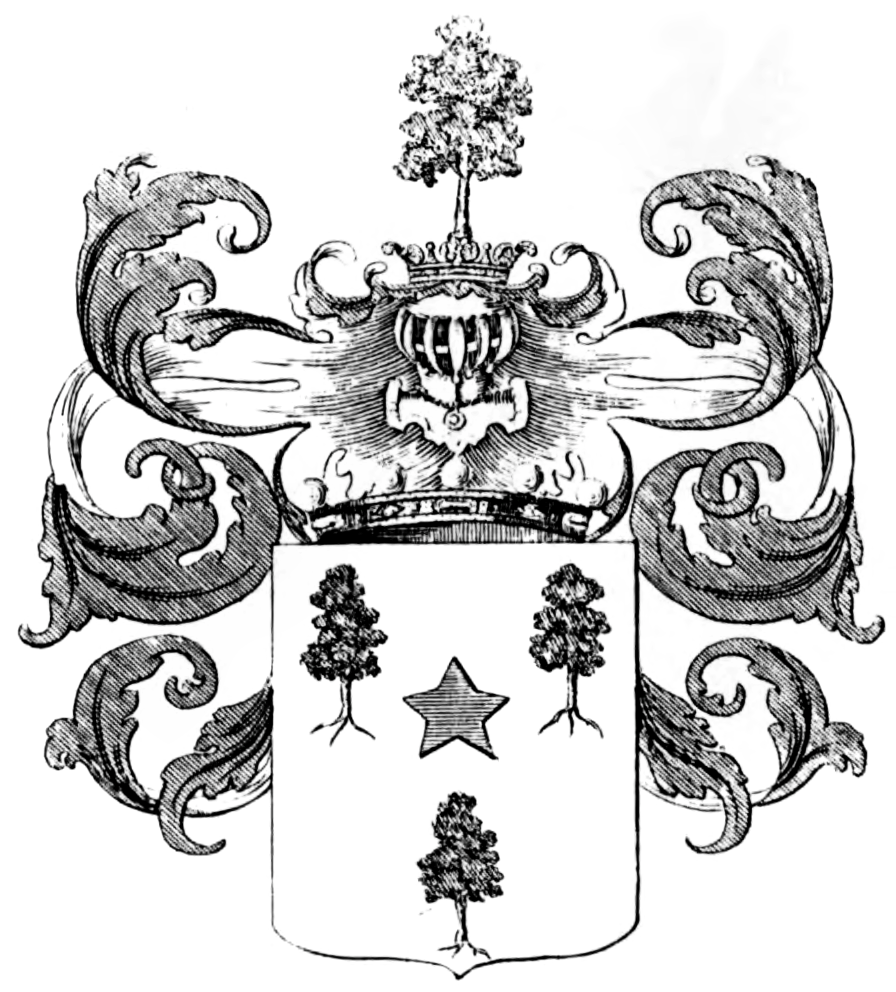
Wappen der Freiherren du Jarrys von La Roche

Die Freiherren du Jarrys von La Roche stammen ursprünglich aus der Provinz Anjou in Frankreich, wo ein Ahnherr Roger du Jarrys im Jahr 1216 mit einer Demoiselle de Berry verheiratet war und Jean du Jarrys im Jahr 1342 seine Lehenspflicht der Burgvogtei von Château du Loire leistete. Dann erscheinen dieselben nach dem von den Häusern Montfort und Blois im Jahr 1364 geschlossenen Vertrag von Guerande als Besitzer der Baronie La Roche in der Provinz Limousin, von wo Jean du Jarrys, écuyer, Herr von La Roche (* 11. Juni 1668 zu Chalard bei St. Yrieix), Major der Dragoner von Flavacour und nachheriger Brigadier gegen Ende des 17. Jahrhunderts in die Niederlande kam und Adjutant des Kurfürsten Maximilian Emanuel von Bayern wurde, der in jener Zeit zugleich Statthalter in den spanischen Niederlanden. Sein Sohn Dominik Ludwig du Jarrys, Freiherr von La Roche († 1768) trat im Jahr 1731 in deutsche Dienste. Er wurde Generaladjutant des niederrheinisch westfälischen Kreises dann unter Kurfürst Karl Theodor von der Pfalz Generalmajor sowie Stadt- und Festungskommandant von Jülich. 
Der Freiherrenstand der Familie wurde damals mittelst Diplom beim Landtag in Düsseldorf anerkannt, außerdem durch ein Attest vom kurbayerischen Hof- und Landheroldamt vom 16. März 1805 in München und noch später durch ein königliches Dekret vom 19. Juni 1838 bestätigt. Dominik Ludwigs Sohn Bernhard Wynand († 22. Oktober 1783) starb als kurpfälzisch-bayerischer Oberst in Mannheim. Dieser war verheiratet mit der Freiin Maria Anna Adelmann von Adelmannsfelden und hatte unter seinen fünf Söhnen nur zwei nämlich Franz Amour und Joseph Anselm, welche den Stamm fortsetzten.
- Franz Amour (* 5. Oktober 1765; † 22. Dezember 1824) ⚭ Ernestine Betz (* 18. Januar 1778; † 2. September 1854) war Begründer der älteren badischen Linie.
- Joseph Anselm (* 20. März 1768; † 22. November 1812) ⚭ Wilhelmine Goos († 10. März 1848) (Schwester von Gottfried von Goos) war Begründer der neueren bayrischen Linie.

## Wappen
Auf silbernem Schild drei Eichen, 2, 1 gestellt, dazwischen ein goldener fünfstrahliger Stern. Als Schildhalter zwei auswärts stehende Löwen.

## Bekannte Familienmitglieder
- Karl du Jarrys Freiherr von La Roche (1811–1881), badischer General und Historiker
- Luitpold du Jarrys von La Roche (1837–1884), königlich bayerischer Regierungsbeamte